# Lavapiés (metropolitana di Madrid)
Lavapiés è una stazione della linea 3 della metropolitana di Madrid. Si trova sotto alla piazza omonima, nel distretto Centro.

## Storia
La stazione fu inaugurata il 9 agosto 1936, quando fu aperta al pubblico la linea 3 della metropolitana di Madrid.
La stazione di Lavapiés è stata ristrutturata completamente e attualmente l'ingresso si trova allo stesso livello del binario 1, mentre per raggiungere il binario 2 si deve transitare attraverso un sottopassaggio. Le pareti della stazione sono di colore giallo canarino e il tetto è azzurro.

## Accessi
Ingresso Argumosa
- Argumosa Calle de Argumosa, 1
- Ascensore Calle de Argumosa, 3